# Liste von Mühlen an der Bobritzsch
Die Liste von Mühlen an der Bobritzsch gibt eine Übersicht über die historischen Wassermühlen an der  Bobritzsch und ihren Zuflüssen unabhängig davon, ob sie noch existieren oder bereits verfallen und abgerissen sind. Es wurden etwa 50 Mühlenstandorte erfasst. Viele Mühlen existieren nicht mehr, einige sind umgebaut und dienen anderen Zwecken.
Bei Mühlen, die unter Denkmalschutz stehen, kann über die ID-Nummer der jeweilige Denkmaltext aus der sächsischen Denkmalliste aufgerufen werden. Die historische Bedeutung der Mühlen als Einzeldenkmale ergibt sich aus dem Denkmaltext des Landesamts für Denkmalpflege Sachsen.

## Legende
- Bild: zeigt ein Bild der Mühle und gegebenenfalls zusätzlich einen Link zu weiteren Fotos im Medienarchiv Wikimedia Commons.
- Bezeichnung: Name der Mühle und gegebenenfalls Bauwerksname des Kulturdenkmals
- Lage: Ortsteil bzw. Gemarkung sowie Straßenname und Hausnummer. Der Link Karte führt zur Kartendarstellung.
- Datierung: gibt das Jahr der Fertigstellung oder den Zeitraum der Errichtung an.
- Beschreibung: Angabe baulicher und geschichtlicher Einzelheiten, von Denkmaleigenschaften sowie ehemaligen Besitzern oder Bewohnern der Mühle
- ID: Falls die Mühle ein Kulturdenkmal ist, ist hier die ID-Nr. des Landesamts für Denkmalpflege Sachsen angegeben. Ein ggf. vorhandenes Icon  führt zu den Angaben bei Wikidata.

## Liste von Mühlen an der Bobritzsch
Die Liste der ehemaligen Mühlen ist entsprechend der örtlichen Lage von der Quelle bis zur Mündung in die Freiberger Mulde gegliedert.
| Bild                                    | Bezeichnung                                     | Lage                                                          | Datierung | Beschreibung | ID       |
| --------------------------------------- | ----------------------------------------------- | ------------------------------------------------------------- | --------- | --- | -------- |
| Direkt Bild zu diesem Denkmal hochladen | Mühle Reichenau                                 | Reichenau, Obere Dorfstraße (Karte)                           |           | ehem. Mühle Reichenau, genaue Lage unklar |          |
| Direkt Bild zu diesem Denkmal hochladen | Obermühle Reichenau                             | Reichenau, Untere Dorfstraße (Karte)                          |           | ehem. Obermühle Reichenau, genaue Lage unklar |          |
| Direkt Bild zu diesem Denkmal hochladen | Niedermühle Reichenau                           | Reichenau, Untere Dorfstraße 99 (Karte)                       | um 1820   | ehem. Niedermühle Reichenau; Mühlenwohnhaus und Seitengebäude; ortshistorische Bedeutung, trotz neuerer Anbauten denkmalwürdig. | 09277628 |
| Direkt Bild zu diesem Denkmal hochladen | Ringelmühle Kleinbobritzsch                     | Kleinbobritzsch, Ringelmühle 1 (Karte)                        |           | ehem. Ringelmühle Kleinbobritzsch |          |
| Direkt Bild zu diesem Denkmal hochladen | Glasermühle Kleinbobritzsch                     | Kleinbobritzsch, Silbermannweg 5 (Karte)                      | 1780      | ehem. Glasermühle Kleinbobritzsch; Wohnstallhaus und Scheune eines ehemaligen Mühlenanwesens; baugeschichtlich und ortsgeschichtlich von Bedeutung. | 09206537 |
| Direkt Bild zu diesem Denkmal hochladen | Mühle Kleinbobritzsch                           | Kleinbobritzsch, Freitaler Straße 40 (Karte)                  | 1922      | ehem. Mühle Kleinbobritzsch; Mühlenanwesen bestehend aus Mühlenwohnhaus, altem Wohnhaus und Scheune; gut erhaltener Komplex in der Ortsmitte von ortsgeschichtlicher, baugeschichtlicher und technikgeschichtlicher Bedeutung. | 09206635 |
| Direkt Bild zu diesem Denkmal hochladen | Richtermühle Hartmannsdorf                      | Hartmannsdorf, Hauptstraße 73 (Karte)                         | um 1870   | ehem. Richtermühle Hartmannsdorf; ehemalige Mühle; bau- und ortsgeschichtliche Bedeutung. | 09277652 |
| Direkt Bild zu diesem Denkmal hochladen | Obermühle Friedersdorf                          | Friedersdorf, Frauensteiner Straße 28-30 (Karte)              |           | ehem. Obermühle Friedersdorf |          |
| Direkt Bild zu diesem Denkmal hochladen | Buschmühle Friedersdorf                         | Friedersdorf, Zum Wald 22 (Karte)                             |           | ehem. Buschmühle Friedersdorf, genaue Lage unklar |          |
| Direkt Bild zu diesem Denkmal hochladen | Mittelmühle Burkersdorf                         | Burkersdorf, Frauensteiner Straße 55 (Karte)                  |           | ehem. Mittelmühle Burkersdorf, genaue Lage unklar |          |
|                                         | Niedere Mühle oder Kröhnertmühle Burkersdorf    | Burkersdorf, Frauensteiner Straße 2 (Karte)                   | 18. Jh.   | ehem. Niedere Mühle oder Kröhnertmühle Burkersdorf am Burkersdorfer Bach, später Sägewerk; Mühlengebäude mit technischer Ausstattung, Seitengebäude und Scheunen eines Mühlenanwesens; Gebäudekomplex von baugeschichtlicher, ortsgeschichtlicher und technikgeschichtlicher Bedeutung. | 09206592 |
| Direkt Bild zu diesem Denkmal hochladen | Illgenmühle Oberbobritzsch                      | Oberbobritzsch, Frauensteiner Straße 21 (Karte)               | 1913      | ehem. Obere Mühle Oberbobritzsch oder Illgenmühle (nach dem Mühlenbesitzer Hugo Illgen benannt). Ehemaliges Seitengebäude, später Wohnhaus und Tischlerei mit Waschhausanbau sowie eingebauter Mühlstein in der Grundmauer und Hochwassermarke im Ufermauerwerk, als ehem. Teil der alten Mühle von ortsgeschichtlicher Bedeutung und als eindrucksvolles Beispiel ländlicher Architektur des Heimatstils von großer baugeschichtlicher Bedeutung. | 09208326 |
| Direkt Bild zu diesem Denkmal hochladen | Obermühle Oberbobritzsch                        | Oberbobritzsch, Mühlenweg 10 (Karte)                          |           | ehem. Obermühle Oberbobritzsch, genaue Lage unklar |          |
| Direkt Bild zu diesem Denkmal hochladen | Mittelmühle Oberbobritzsch                      | Oberbobritzsch, Mühlenweg 45 (Karte)                          |           | ehem. Mittelmühle Oberbobritzsch, genaue Lage unklar |          |
| Direkt Bild zu diesem Denkmal hochladen | Mühle Oberbobritzsch                            | Oberbobritzsch, Bobritzschtalstraße 108 (Karte)               | 1920      | ehem. Mühle Oberbobritzsch. Unter Denkmalschutz steht nur die Scheune der Mühle; gemeinsam mit der benachbarten Feuerwache sowie dem gegenüberliegenden Erbgericht und dem zugehörigen Gasthaus das Ortsbild maßgeblich prägend, ortsgeschichtlich und baugeschichtlich von Bedeutung. Der mächtige Fachwerkbau, durch das Oberbobritzscher Baugeschäft Köhler u. Böhme ausgeführt, dokumentiert durch ihre authentische Bausubstanz eindrucksvoll das ländliche Bauhandwerk des beginnenden 20. Jahrhunderts. Zugleich markiert sie den Standort einer der wenigen im Ort noch befindlichen Mühlen und zeugt nicht zuletzt durch ihre Größe von deren wirtschaftlicher Bedeutung.                                                                               | 09305891 |
| Direkt Bild zu diesem Denkmal hochladen | Ölmühle Willy Weises Erben Oberbobritzsch       | Oberbobritzsch, Bobritzschtalstraße 131 (Karte)               | 1740/1833 | ehem. Ölmühle Willy Weises Erben Oberbobritzsch; Wohnstallhaus mit Büro (altes Mühlengebäude und Müllerwohnhaus), technische Ausstattung im Pressenraum, Wirtschaftsgebäude und ehemaliger Mühlgraben; Mühlenanlage von ortsbildprägender, baugeschichtlicher, ortsgeschichtlicher und technikgeschichtlicher Bedeutung. | 09208266 |
| Direkt Bild zu diesem Denkmal hochladen | Dietelmühle Oberbobritzsch                      | Oberbobritzsch, Hauptstraße 3 (Karte)                         | 1913      | ehem. Dietelmühle Oberbobritzsch, genaue Lage unklar |          |
| Weitere Bilder                          | Schwarzmühle; Beiermühle Niederbobritzsch       | Niederbobritzsch, Hauptstraße 24; 25 (Karte)                  | 1845      | ehem. Schwarzmühle; Beiermühle Niederbobritzsch, älteste Mühle des Ortes; Mahlmühlengebäude mit Müllerwohnung, später Mischfutterbetrieb und Nebengebäude (heute Wohnhaus und Büro); ortshistorische und ortsbildprägende Bedeutung. | 09208242 |
| Weitere Bilder                          | Kirchenmühle Niederbobritzsch                   | Niederbobritzsch, Pfarrgasse 7 (Karte)                        | 1908      | ehem. Kirchenmühle Niederbobritzsch, Mahl- und Ölmühle. Seitengebäude (zugleich Scheune) der ehemaligen Kirchenmühle; markantes, das Ortsbild maßgeblich prägendes verbrettertes Fachwerkgebäude, nach dem Brand der Mühle 1907 neu erbaut, ortsgeschichtlich, baugeschichtlich und ortsbildprägend von Bedeutung. | 09306035 |
| Direkt Bild zu diesem Denkmal hochladen | Wiesenmühle Niederbobritzsch                    | Niederbobritzsch, An der Wiesenmühle 1 (Karte)                | 1841      | ehem. Wiesenmühle Niederbobritzsch am Sohrbach, Mahl- und Schrotmühle, auch „Mießenmühle“ genannt; Mühlenwohnhaus; gut erhaltenes Mahlmühlen- und Müllerwohnhaus, technikgeschichtlich und ortsgeschichtlich von Bedeutung. Unter Denkmalschutz steht das Mühlenwohnhaus mit angebautem Mahlmühlengebäude. | 09208236 |
| Direkt Bild zu diesem Denkmal hochladen | Lange-Mühle                                     | Niederbobritzsch, Talstraße (Karte)                           |           | ehem. Lange-Mühle, genaue Lage unklar |          |
| Direkt Bild zu diesem Denkmal hochladen | Erlermühle Niederbobritzsch                     | Niederbobritzsch, Talstraße 61 (Karte)                        | 1911      | ehem. Erlermühle Niederbobritzsch; Mühle und Müllerwohnhaus, Seitengebäude und Mühlgraben; historischer Mühlenstandort mit Gebäudebestand vorwiegend aus dem 19. und 20. Jh. von ortsgeschichtlicher Bedeutung | 09208209 |
| Direkt Bild zu diesem Denkmal hochladen | Schubertmühle Niederbobritzsch                  | Niederbobritzsch, Talstraße 67 (Karte)                        | 1895      | ehem. Schubertmühle Niederbobritzsch, auch Alte Schäferei genannt. Wohnstallhaus eines ehemaligen Dreiseithofes; stattlicher Putzbau in ortsbildprägender Lage, ursprünglich zu einer Mühle gehörend, baugeschichtlich und ortsgeschichtlich von Bedeutung. Vom ehem. Dreiseithof blieb nur das Wohnstallhaus erhalten, ein giebelständig zur Straße stehender zweigeschossiger Massivbau, der durch seine Baukubatur und seinen heute isolierten Standort das Ortsbild maßgeblich prägt. Durch langjährigen Leerstand ist das Haus in seinem Bestand gefährdet. Der Denkmalwert ergibt sich aus der ortsgeschichtlichen Bedeutung als letztes bauliches Zeugnis einer der Mühlen von Niederbobritzsch.                                                          | 09208213 |
| Direkt Bild zu diesem Denkmal hochladen | Schneidemühle Niederbobritzsch                  | Niederbobritzsch, Talstraße 74 (Karte)                        |           | ehem. Schneidemühle Niederbobritzsch |          |
| Direkt Bild zu diesem Denkmal hochladen | Claußnitzer Mühle Naundorf                      | Naundorf, Alte Dorfstraße 61 (Karte)                          |           | ehem. Claußnitzer Mühle Niederbobritzsch (Kunstmühle) |          |
|                                         | Obere Mühle Naundorf                            | Naundorf, Alte Dorfstraße 60 (Karte)                          | 1749      | Obere Mühle Naundorf. Ehemaliges Mühlenwohnhaus eines Mühlenanwesens (Holzschleiferei); landschaftstypisches Fachwerkhaus mit original erhaltenem Fachwerk-Obergeschoss und Dachgeschoss, baugeschichtlich und ortsgeschichtlich von Bedeutung. | 09208381 |
| Direkt Bild zu diesem Denkmal hochladen | Papiermühle Naundorf                            | Naundorf, Alte Dorfstraße 36 (Karte)                          |           | ehem. Papiermühle Naundorf, genaue Lage unklar |          |
|                                         | Mühle Naundorf                                  | Naundorf, Freiberger Straße 1 (Karte)                         |           | ehem. Mühle Naundorf, genaue Lage unklar |          |
| Weitere Bilder                          | Falkenberger Mühle oder Erblehnmühle Falkenberg | Falkenberg, Dorfstraße 60 (Karte)                             | 1845      | ehem. Falkenberger Mühle oder Erblehnmühle Falkenberg. Mühle, winkliges Seitengebäude und Mühlgraben; malerisch an der Bobritzsch gelegenes Mühlenensemble, baugeschichtlich, ortsgeschichtlich und technikgeschichtlich von Bedeutung. | 08985282 |
| Direkt Bild zu diesem Denkmal hochladen | Ölmühle Falkenberg                              | Falkenberg, Rosental 12 (Karte)                               | 1858      | ehem. Ölmühle Falkenberg, bis 1946/47 in Betrieb; Mühlengebäude mit technischer Ausstattung, Reste des Mühlgrabens und Hofpflaster; weitgehend im Originalzustand erhaltene Ölmühle mit Mühlentechnik, von technikgeschichtlicher, ortshistorischer und sozialgeschichtlicher Bedeutung. Denkmalgeschützt ist jedoch nur das Mühlengebäude mit seiner technischen Ausstattung sowie der Rest des Mühlgrabens hinter dem Mühlengebäude. | 08985287 |
| Direkt Bild zu diesem Denkmal hochladen | Mühle Falkenberg                                | Falkenberg, Rosental 14 (Karte)                               |           | ehem. Mühle Falkenberg |          |
| Direkt Bild zu diesem Denkmal hochladen | Forstmühle Krummenhennersdorf                   | Krummenhennersdorf, Straße zum Forst (Karte)                  | 19. Jh.   | Ruine und Anlagenteile der ehemaligen Forstmühle Krummenhennersdorf, 1912 abgebrannt. Sachgesamtheit Forstmühle Krummenhennersdorf mit folgenden Sachgesamtheitsteilen: Stauwehr, Mühlgraben, 2 Steinbogenbrücken, 3 Mühlsteine sowie die Grundmauern der Forstmühle; orts- bzw. regionalgeschichtliche und technikgeschichtliche Bedeutung. | 09304114 |
| Direkt Bild zu diesem Denkmal hochladen | Hofmühle; Maunemühle Krummenhennersdorf         | Krummenhennersdorf, Oberschaarer Straße 3-5 (Karte)           | 1802      | ehem. Hofmühle; Maunemühle Krummenhennersdorf. Mühlenwohnhaus (Nr. 5) und Seitengebäude (Nr. 3) eines Mühlenanwesens; Fachwerkbauten mit weitgehend authentischem Erscheinungsbild, baugeschichtlich, ortsgeschichtlich und technikgeschichtlich von Bedeutung. | 08985365 |
| Weitere Bilder                          | Wünschmannmühle; Beckenmühle Krummenhennersdorf | Krummenhennersdorf, Halsbrücker Straße 81; 83; 85; 87 (Karte) | 1912      | ehem. Wünschmann-Mühle; Beckenmühle Krummenhennersdorf, bis 1980 in Betrieb; Mahl- und Sägemühle bestehend aus Wohn-, Mühl- und Speichergebäuden mit technischer Ausstattung, Bäckereigebäude mit Schornstein und technischer Ausstattung, Wehr und Uferstützmauer, Mühlobergraben mit Schütz und Abschlag, teils verröschtem Mühluntergraben mit Röschenmundloch und Treppenzugang sowie Einfriedung; ortsbildprägende Mühlengebäude mit Jugendstilanklängen, authentisch und mitsamt technischer Ausstattung überliefertes Ensemble einer Bäckermühle. Zeugnis eines historisch bedeutenden Mühlenstandorts von hohem technik- und baugeschichtlichem sowie ortshistorischem Wert, seit 2019 zugehörig zum UNESCO-Welterbe Montanregion Erzgebirge/Krušnohoří. | 08985368 |
| Direkt Bild zu diesem Denkmal hochladen | Mühle des Rittergutes in Niederreinsberg        | Reinsberg, Talstraße 4 (Karte)                                | 1718      | ehem. Mühle des Rittergutes Oberreinsberg. Einzeldenkmale der Sachgesamtheit »Ehemalige Mühle des Rittergutes der Familie von Schönberg« (ID-Nr. 09201289): Mahlmühlengebäude, zugleich Wohnhaus des Müllers mit Mühlentechnik, zwei Seitengebäude, eine Scheune, ehemaliges Schneidemühlengebäude und Mühlgraben, abzweigend von der Bobritzsch, vollständig erhaltene und funktionstüchtige Mühle in dominanter Lage von ortsgeschichtlicher, technikgeschichtlicher und baugeschichtlicher Bedeutung. | 09303544 |

## Liste von Mühlen an Zuflüssen der Bobritzsch
Die Liste der ehemaligen Mühlen ist entsprechend der örtlichen Lage von der Quelle bis zur Mündung gegliedert.
| Mühlen am Colmnitzbach                  |                                                   |                                                |                   | |          |
| Direkt Bild zu diesem Denkmal hochladen | Alte Ölmühle Pretzschendorf                       | Pretzschendorf, Erich-Weinert-Straße 8 (Karte) |                   | ehem. Ölmühle Pretzschendorf am Colmnitzbach, genaue Lage unklar |          |
| Direkt Bild zu diesem Denkmal hochladen | Funkes Mühle Pretzschendorf                       | Pretzschendorf, Dresdner Straße 86 (Karte)     | um 1900           | ehem. Funkes Mühle Pretzschendorf am Colmnitzbach; Wohnmühlenhaus und zwei Seitengebäude eines Mühlenanwesens; Seitengebäude Fachwerk, stark bildprägend, baugeschichtliche und ortsgeschichtliche Bedeutung.                                                                              | 08964813 |
| Direkt Bild zu diesem Denkmal hochladen | Obermühle Colmnitz                                | Colmnitz, Pretzschendorfer Straße 17 (Karte)   |                   | ehem. Obermühle Colmnitz am Colmnitzbach |          |
|                                         | Werthschütz-Mühle Colmnitz                        | Colmnitz, Mühlenweg 30a (Karte)                | 1778/1949         | ehem. Werthschütz-Mühle Colmnitz am Colmnitzbach. Wohnmühlenhaus und später angefügtes Mahlgebäude eines Mühlenanwesens; von ortsgeschichtlicher und technikgeschichtlicher Bedeutung. | 08964451 |
| Direkt Bild zu diesem Denkmal hochladen | Mittelmühle Colmnitz                              | Colmnitz, Obere Hauptstraße 2 (Karte)          |                   | ehem. Mittelmühle Colmnitz am Colmnitzbach |          |
| Direkt Bild zu diesem Denkmal hochladen | Hofmühle Colmnitz                                 | Colmnitz, Zur Hofleite 9 (Karte)               |                   | ehem. Hofmühle Colmnitz, genaue Lage unklar |          |
|                                         | Stuhl- und Möbelfabrik Hoffmann & Kittel Colmnitz | Colmnitz, Untere Hauptstraße 23 (Karte)        | um 1905           | ehem. Neue Mühle am Colmnitzbach, später Stuhl- und Möbelfabrik Hoffmann & Kittel Colmnitz am Colmnitzbach. Ehemalige Möbelfabrik, mit integriertem Kontorhaus sowie hölzernem Pförtnerhäuschen; im Reformstil erbaut, architektonisch und ortshistorisch von Bedeutung.                   | 08964478 |
|                                         | Niedermühle Colmnitz                              | Colmnitz, Tännichtweg 4 (Karte)                | 1892              | Niedermühle Colmnitz am Colmnitzbach. Ehemalige Mühle mit überhauster Radstube und Schuppen; von ortsgeschichtlicher Bedeutung. | 08964590 |
| Mühlen am Rodelandbach                  |                                                   |                                                |                   | |          |
|                                         | Obermühle Niederschöna                            | Niederschöna, Obere Dorfstraße 34 (Karte)      | Ende 19. Jh.      | ehem. Obermühle Niederschöna am Rodelandbach. Unter Denkmalschutz steht nur die Scheune des ehemaligen Mühlenanwesens; weitgehend im ursprünglichen Aussehen erhaltene Scheune eines ehemaligen Mühlenstandorts in Fachwerkbauweise, baugeschichtlich und ortsgeschichtlich von Bedeutung. | 08991372 |
| Weitere Bilder                          | Niedermühle oder Schmidt-Mühle Niederschöna       | Niederschöna, Am Mühlweg 5 (Karte)             | 1. Hälfte 20. Jh. | ehem. Niedermühle; Schmidt-Mühle Niederschöna am Rodelandbach; Mühlentechnik und Mühlgraben; historische Ausstattung einer ehemaligen Mahlmühle, technikgeschichtlich und ortshistorisch von Bedeutung.                                                                                    | 08991590 |
|                                         | Obermühle Oberschaar                              | Oberschaar, Dittmannsdorfer Straße 4 (Karte)   | 17. Jh.           | ehem. Obermühle Oberschaar am Rodelandbach; Seitengebäude eines ehemaligen Mühlenanwesens; landwirtschaftliches Gebäude mit alter Fachwerk-Konstruktion, baugeschichtlich, hausgeschichtlich und ortsgeschichtlich von Bedeutung.                                                          | 08991446 |
| Weitere Bilder                          | Mittelmühle Oberschaar                            | Oberschaar, Am Rodelandbach 14 (Karte)         | 2. Hälfte 19. Jh. | ehem. Mittelmühle Oberschaar am Rodelandbach; Wohnstallhaus und Scheune eines ehemaligen Mühlenanwesens; regionaltypische Gebäude in Fachwerkbauweise, baugeschichtlich und ortsgeschichtlich von Bedeutung.                                                                               | 08991434 |
| Direkt Bild zu diesem Denkmal hochladen | Untermühle Oberschaar                             | Oberschaar, Am Rodelandbach 15-16 (Karte)      |                   | ehem. Untermühle Oberschaar am Rodelandbach |          |

## Ausführliche Denkmaltexte
1. ↑  
Im Jahr 1913 brannte die zur Mühle gehörende, auf der gegenüberliegenden Straßenseite stehende Scheune ab. Der Wiederaufbau des Gebäudes erfolgte nach einem Entwurf des Frauensteiner Baumeisters Göpfert in der Form eines Winkelbaus mit Pferdestall, Wagenremise, Schweinestall und Heuboden sowie einem Scheunentrakt. 1925 wurde die neben dem Seitengebäude stehende alte Mühle durch den letzten Müller der Oberen Mühle Hugo Illgen in Brand gesetzt und dabei vollständig zerstört. 1930 erwarb der Tischlermeister Richard Kröhnert die Brandruine, die er abbaute und an ihrer Stelle einen Garten anlegte. Noch heute befindet sich die ehemalige Mühle im Besitz der Familie Kröhnert.
Der heutige Baukomplex prägt durch seine Lage und bauliche Gestaltung das Ortsbild maßgeblich. Die zweigeschossigen, im Winkel zueinander angeordneten Gebäude sind durch den Heimatstil geprägt. Als Beispiel ländlichen Bauens am Anfang des 20. Jahrhunderts, durch den Heimatstil beeinflusst, kommt dem Baukomplex eine große baugeschichtliche Bedeutung zu. Gleichzeitig dokumentieren die Gebäude den mindestens seit dem frühen 16. Jh. bestehenden Mühlenstandort, so dass der Denkmalwert sich weiterhin aus der ortsgeschichtlichen Bedeutung ableiten lässt.
2. ↑  
Die ehemals als "Neumühle" bezeichnete Mühle wurde 1740 als Mahlmühle mit zwei Gängen und Ölmühle auf einem Gartengrundstück der Gemeinde neu erbaut, ab 1854 nur noch Öl- und Knochenmühle. Seitdem befindet sich die Mühle im Familienbesitz. Der Firmenname "Willy Weise's Erben" geht auf das Jahr 1942 zurück und wurde, da er sich eingeprägt hat, bis heute beibehalten.
Der Mühlenkomplex besteht aus einem Wohnstallhaus (dem ehemaligen Mühlengebäude und Wohnhaus des Müllers), in dem sich heute u. a. das Büro und ein Laden befinden, dem Wirtschaftsgebäude und der Mühle. Am Schlussstein des Wohnstallhauses findet sich die Inschrift "Z 1833 No 5". Vermutlich wurde 1833 durch den damaligen Mühlenbesitzer C. Gotthelf Zeun das Wohnstallhaus, ein zweigeschossiger Fachwerkbau mit massivem Erdgeschoss, neu erbaut. Die linke Haushälfte diente als Mühlhaus, in der rechten Haushälfte befanden sich im Erdgeschoss zwei Stuben und ein Backofen. Im Obergeschoss gab es einen Vorsaal, den typischen Kammergang, Kammern und Stuben. Über dem Mühlhaus befand sich der Bodenraum. An dieses Gebäude wird 1939 vom damaligen Eigentümer Willy Weise ein Büroanbau mit einem markanten Fachwerkgiebel u. a. mit geraden Andreaskreuzen angebaut (über der Tür bez. "WW 1939 No 5"). Neben dem Kontor wurden im Anbau auch mehrere Stuben untergebracht. Dem Wohnstallhaus gegenüber steht ein Wirtschaftsgebäude, 1900 für den Mühlenbesitzer Bruno Hubricht vom Baugeschäft Klemm u. Co. aus Colmnitz, ebenfalls ein Fachwerkbau mit massivem Erdgeschoss, nach Abbruch der zuvor am gleichen Standort stehenden Scheune neu erbaut. Im Erdgeschoss des Seitengebäudes waren zur Bauzeit ein Pferdestall, ein Wagenschuppen, zwei Bansen und eine Tenne untergebracht. Die Gewölbe waren als preußische Kappengewölbe ausgeführt worden. Beide Gebäude stehen giebelständig zur Straße und prägen das Ortsbild maßgeblich. An das Wohnstallhaus schließt das 1948 errichtete Mühlengebäude (giebelständig zum Wohnstallhaus) an, das ein älteres Mühlengebäude ersetzte. Dach und Obergeschoss des letzteren mussten zuvor wegen Baufälligkeit abgebrochen werden.
Das Erdgeschossmauerwerk wurde evtl. teils in den Neubau einbezogen. Mit dem Mühlenneubau sollte 1947 auch neue Mühlentechnik der Mühlenbauanstalt und Maschinenfabrik Gebr. Jehmlich aus Nossen eingebaut werden. Die heutigen Maschinen stammen jedoch von anderen Herstellern. Die von Elektromotoren angetriebenen Pressen werden noch heute zur Ölherstellung genutzt. Ursprünglich wurde die Mühle durch Wasserkraft betrieben. Der heute nicht mehr genutzte Mühlgraben, welcher noch gut im Gelände oberhalb der Mühle erkennbar ist,  wurde oberhalb der ehem. Tischlerei A. Fischer von der Bobritzsch abgezweigt. Er überquerte mit Hilfe einer heute nicht mehr vorhandenen Brücke die Bobritzsch und wurde hinter dem Wohnstallhaus entlanggeführt und unterhalb der Mühle wieder in die Bobritzsch geleitet. Die Ölmühle ist die älteste noch erhaltene und einzige noch produzierende Mühle des Ortes und erlangt somit eine große ortsgeschichtliche Bedeutung. Auf Grund der Authentizität der oben beschriebenen Bauwerke erlangt der Mühlenkomplex ebenfalls baugeschichtliche und technikgeschichtliche Bedeutung. Letztere wird auch durch die Vollständigkeit der überlieferten technischen Ausstattung gestärkt und den Umstand, dass sich in Sachsen nur sehr wenige Ölmühlen mitsamt der zugehörigen Mühlentechnik erhalten haben. Die Mühle wird heute noch mit der historischen Mühlentechnik betrieben.
3. ↑  
Die Kirchenmühle wurde bis zum Brand 1907 als Mahlmühle betrieben. Nach dem Wiederaufbau wurde die Mühle nicht mehr betrieben. Das Wohn- und  Seitengebäude war als Wohn- und Fabrikgebäude konzipiert worden. Bis 1949 befand sich noch die Wasserkraftanlage in Betrieb, die 1959 abgebaut wurde. Unter Denkmalschutz steht nur das Seitengebäude (zugleich Scheune), ein 1908 neu erbautes Wirtschaftsgebäude mit massivem Erdgeschoss sowie verbrettertem Fachwerk im Obergeschoss. Das Gebäude prägt das Ortsbild maßgeblich durch seine Größe, seinen guten Originalzustand sowie seine dominante Lage. Der Denkmalwert ergibt sich aus der baugeschichtlichen Bedeutung als Beispiel ländlicher Bauweise im beginnenden 20. Jh, welche durch den Heimatstil stark beeinflusst wurde. Zum anderen bezeugt das Gebäude den Standort der Jahrhunderte alten Kirchenmühle und erlangt somit eine ortsgeschichtliche Bedeutung.
4. ↑  
Das Wohnhaus ist mit massivem Erdgeschoss und Fachwerkobergeschoss erbaut worden. Die abgewandte Traufseite war um 2000 ausschließlich massiv errichtet. Abgeschlossen wird das Haus, welches vermutlich 1841 erbaut wurde, durch ein Satteldach. Später erfolgte der Anbau des massiven Mahlmühlengebäudes, welches das ältere Wohnhaus überragt. Nach 2000 erfolgte eine umfangreiche denkmalgerechte Sanierung. Heute ist das Fachwerk des Wohnhauses frei sichtbar. Der Denkmalwert ergibt sich aus dem ortsgeschichtlichen Wert auf Grund seiner Nutzungsgeschichte sowie aus der baugeschichtlichen Bedeutung bedingt durch seinen authentischen Baubestand.
5. ↑   
Mühlenanwesen bestehend aus einem zweigeschossigen älteren Gebäude und einem 1948/49 fertig gestellten Anbau. Das heute entkernte Gebäude war bis zum Zweiten Weltkrieg die Mühle. Die neue Mühle, entworfen vom Dresdner Architekten Kurt Freyer, wurde 1938 begonnen, war aber erst zehn Jahre später fertig. 1949 wurde der Betrieb aufgenommen. Das neuere Gebäude ist massiv, dreigeschossig und mit einem steilen Satteldach mit zwei Schleppgaupen versehen. Das Gebäude überragt den Altbau und ist dadurch auch im Dorfkontext signifikant. Erhalten hat sich im neueren Gebäude ein Walzenstuhl der Firma Seck Mühlenbau. Baugeschichtliche, technikgeschichtliche und ortsgeschichtliche Bedeutung.